# Turn- und Sportgemeinschaft 1899 Hoffenheim 2008-2009
Questa voce raccoglie le informazioni riguardanti il Turn- und Sportgemeinschaft 1899 Hoffenheim nelle competizioni ufficiali della stagione 2008-2009.

## Stagione
Nella stagione 2008-2009 l'Hoffenheim, allenato da Ralf Rangnick, concluse il campionato di Bundesliga al 7º posto. In Coppa di Germania l'Hoffenheim fu eliminato al secondo turno dal Friburgo.

## Rosa
| N. |                     | Ruolo | Calciatore           |
| -- | ------------------- | ----- | -------------------- |
| 29 | Germania (bandiera) | P     | Daniel Bernhardt     |
| 1  | Germania (bandiera) | P     | Daniel Haas          |
| 28 | Germania (bandiera) | P     | Timo Hildebrand      |
| 27 | Austria (bandiera)  | P     | Ramazan Özcan        |
| 2  | Germania (bandiera) | D     | Andreas Beck         |
| 5  | Germania (bandiera) | D     | Marvin Compper       |
| 35 | Germania (bandiera) | D     | Kevin Conrad         |
| 26 | Austria (bandiera)  | D     | Andreas Ibertsberger |
| 3  | Germania (bandiera) | D     | Matthias Jaissle     |
| 14 | Germania (bandiera) | D     | Christoph Janker     |
| 24 | Svezia (bandiera)   | D     | Per Nilsson          |
| 4  | Turchia (bandiera)  | D     | Aytaç Sulu           |
| 33 | Brasile (bandiera)  | C     | Carlos Eduardo       |
| 39 | Germania (bandiera) | C     | Pascal Groß          |

| N. |                                 | Ruolo | Calciatore        |
| -- | ------------------------------- | ----- | ----------------- |
| 21 | Brasile (bandiera)              | C     | Luiz Gustavo Dias |
| 23 | Bosnia ed Erzegovina (bandiera) | C     | Sejad Salihović   |
| 37 | Germania (bandiera)             | C     | Jonas Strifler    |
| 10 | Germania (bandiera)             | C     | Selim Teber       |
| 25 | Ghana (bandiera)                | C     | Isaac Vorsah      |
| 34 | Germania (bandiera)             | C     | Boris Vukčević    |
| 17 | Germania (bandiera)             | C     | Tobias Weis       |
| 9  | Senegal (bandiera)              | A     | Demba Ba          |
| 16 | Germania (bandiera)             | A     | Kai Herdling      |
| 19 | Bosnia ed Erzegovina (bandiera) | A     | Vedad Ibišević    |
| 20 | Nigeria (bandiera)              | A     | Chinedu Obasi     |
| 18 | Costa d'Avorio (bandiera)       | A     | Boubacar Sanogo   |
| 36 | Germania (bandiera)             | A     | Marco Terrazzino  |
| 12 | Brasile (bandiera)              | A     | Wellington        |

## Organigramma societario
Area tecnica
- Allenatore: Ralf Rangnick
- Allenatore in seconda: Lars Kornetka, Tomislav Marić, Achim Sarstedt, Peter Zeidler
- Preparatore dei portieri: César Thier
- Preparatori atletici: Rainer Schrey

## Risultati

### Bundesliga

#### Girone di andata
| Arbitro: | Winkmann |

|  |           |                          |
|  | Marcatori | 16’, 76’ Ibišević 54’ Ba |

| Arbitro: | Kinhöfer |

|              |           |  |
| Ibišević 31’ | Marcatori |  |

| Arbitro: | Brych |

|                                                        |           |                                   |
| Haggui 8’ Friedrich 16’ Kießling 36’, 87’ Barnetta 83’ | Marcatori | 20’ Ibišević 58’ (rig.) Salihović |

| Mannheim 13 settembre 2008, ore 15:30 CEST 4ª giornata | Hoffenheim | 0 – 0 referto | Stoccarda | Carl-Benz-Stadion (26 300 spett.)\| Arbitro: \| Sippel \| |
| Arbitro:                                               | Sippel     |               |           |                                                           |

| Arbitro: | Rafati |

|                                            |           |             |
| Ibišević 5’, 47’ Salihović 25’ Eduardo 67’ | Marcatori | 90’ Santana |

| Arbitro: | Perl |

|                                             |           |                                                      |
| Özil 8’, 81’ Pizarro 16’ Diego 21’ Hunt 30’ | Marcatori | 15’ Ba 36’ Salihović 62’ (rig.) Ibišević 71’ Compper |

| Arbitro: | Fleischer |

|             |           |                |
| Ba 47’, 71’ | Marcatori | 66’ Steinhöfer |

| Arbitro: | Seemann |

|                        |           |                                                  |
| Schulz 47’ Štajner 63’ | Marcatori | 35’, 83’ Ibišević 69’ Obasi 72’ Salihović 80’ Ba |

| Arbitro: | Stark |

|                            |           |  |
| Obasi 7’, 36’ Ibišević 13’ | Marcatori |  |

| Arbitro: | Gagelmann |

|          |           |                                        |
| Grote 2’ | Marcatori | 65’ Ba 70’ (rig.) Ibišević 71’ Eduardo |

| Arbitro: | Brych |

|                                  |           |           |
| Ibišević 15’, 76’ Obasi 66’, 78’ | Marcatori | 20’ Freis |

| Arbitro: | Fandel |

|             |           |  |
| Voronin 70’ | Marcatori |  |

| Arbitro: | Winkmann |

|                                    |           |                       |
| Ibišević 22’ Eduardo 37’ Obasi 69’ | Marcatori | 27’ Grafite 41’ Džeko |

| Arbitro: | Aytekin |

|           |           |                          |
| Petit 78’ | Marcatori | 31’ Ba 66’, 87’ Ibišević |

| Arbitro: | Weiner |

|                                           |           |  |
| Ibišević 4’ Eduardo 10’ Copado 88’ (rig.) | Marcatori |  |

| Arbitro: | Meyer |

|                   |           |              |
| Lahm 60’ Toni 90’ | Marcatori | 49’ Ibišević |

| Arbitro: | Gagelmann |

|           |           |             |
| Teber 72’ | Marcatori | 40’ Asamoah |

#### Girone di ritorno
| Arbitro: | Gräfe |

|                   |           |  |
| Ba 28’ Sanogo 63’ | Marcatori |  |

| Arbitro: | Wagner |

|                |           |                |
| Baumjohann 44’ | Marcatori | 89’ Wellington |

| Arbitro: | Fleischer |

|                      |           |                                      |
| Salihović 31’ (rig.) | Marcatori | 3’, 45’ Helmes 12’ Rolfes 48’ Castro |

| Arbitro: | Kempter |

|                          |           |                  |
| Cacau 26’ Gómez 31’, 63’ | Marcatori | 24’, 45’, 67’ Ba |

| Dortmund 28 febbraio 2009, ore 15:30 CET 22ª giornata | Borussia Dortmund | 0 – 0 referto | Hoffenheim | Signal Iduna Park (78 800 spett.)\| Arbitro: \| Fandel \| |
| Arbitro:                                              | Fandel            |               |            |                                                           |

| Sinsheim 7 marzo 2009, ore 15:30 CET 23ª giornata | Hoffenheim | 0 – 0 referto | Werder Brema | Rhein-Neckar-Arena (30 150 spett.)\| Arbitro: \| Weiner \| |
| Arbitro:                                          | Weiner     |               |              |                                                            |

| Arbitro: | Gräfe |

|          |           |             |
| Fink 47’ | Marcatori | 10’ Eduardo |

| Arbitro: | Stark |

|                                 |           |                           |
| Teber 20’ (rig.) Wellington 84’ | Marcatori | 22’ Balitsch 74’ Eggimann |

| Arbitro: | Meyer |

|              |           |  |
| Pitroipa 28’ | Marcatori |  |

| Arbitro: | Rafati |

|  |           |                      |
|  | Marcatori | 42’, 55’, 69’ Šesták |

| Arbitro: | Kinhöfer |

|                        |           |                         |
| Freis 33’ Federico 65’ | Marcatori | 28’ Salihović 48’ Teber |

| Arbitro: | Stark |

|  |           |           |
|  | Marcatori | 40’ Ebert |

| Arbitro: | Gagelmann |

|                                        |           |  |
| Džeko 65’, 74’, 78’ Grafite 89’ (rig.) | Marcatori |  |

| Arbitro: | Kempter |

|                      |           |  |
| Salihović 58’ Ba 68’ | Marcatori |  |

| Arbitro: | Rafati |

|  |           |                                     |
|  | Marcatori | 25’ Wellington 82’ (rig.) Salihović |

| Arbitro: | Weiner |

|                    |           |                     |
| Ba 21’ Eduardo 29’ | Marcatori | 16’ Ribéry 44’ Toni |

| Arbitro: | Schmidt |

|                         |           |                                |
| Krstajić 30’ Farfán 34’ | Marcatori | 27’ Ba 49’, 89’ (rig.) Eduardo |

### Coppa di Germania
| Arbitro: | Perl |

|  |           |              |
|  | Marcatori | 77’ Ibišević |

| Arbitro: | Kircher |

|                                                   |           |                      |
| Schwaab 68’ (rig.) Türker 84’ Idrissou 90’ (rig.) | Marcatori | 37’ (rig.) Salihović |

## Statistiche

### Statistiche di squadra
| Competizione      | Punti | In casa | In casa | In casa | In casa | In casa | In casa | In trasferta | In trasferta | In trasferta | In trasferta | In trasferta | In trasferta | Totale | Totale | Totale | Totale | Totale | Totale | DR  |
| Competizione      | Punti | G       | V       | N       | P       | Gf      | Gs      | G            | V            | N            | P            | Gf           | Gs           | G      | V      | N      | P      | Gf     | Gs     | DR  |
| ----------------- | ----- | ------- | ------- | ------- | ------- | ------- | ------- | ------------ | ------------ | ------------ | ------------ | ------------ | ------------ | ------ | ------ | ------ | ------ | ------ | ------ | --- |
| Bundesliga        | 55    | 17      | 9       | 5       | 3       | 30      | 18      | 17           | 6            | 5            | 6            | 33           | 31           | 34     | 15     | 10     | 9      | 63     | 49     | +14 |
| Coppa di Germania | -     | 0       | 0       | 0       | 0       | 0       | 0       | 2            | 1            | 0            | 1            | 2            | 3            | 2      | 1      | 0      | 1      | 2      | 3      | -1  |
| Totale            | -     | 17      | 9       | 5       | 3       | 30      | 18      | 19           | 7            | 5            | 7            | 35           | 34           | 36     | 16     | 10     | 10     | 65     | 52     | +13 |

### Andamento in campionato
| Giornata  | 1 | 2 | 3 | 4 | 5 | 6 | 7 | 8 | 9 | 10 | 11 | 12 | 13 | 14 | 15 | 16 | 17 | 18 | 19 | 20 | 21 | 22 | 23 | 24 | 25 | 26 | 27 | 28 | 29 | 30 | 31 | 32 | 33 | 34 |
| --------- | - | - | - | - | - | - | - | - | - | -- | -- | -- | -- | -- | -- | -- | -- | -- | -- | -- | -- | -- | -- | -- | -- | -- | -- | -- | -- | -- | -- | -- | -- | -- |
| Luogo     | T | C | T | C | C | T | C | T | C | T  | C  | T  | C  | T  | C  | T  | C  | C  | T  | C  | T  | T  | C  | T  | C  | T  | C  | T  | C  | T  | C  | T  | C  | T  |
| Risultato | V | V | P | N | V | P | V | V | V | V  | V  | P  | V  | V  | V  | P  | N  | V  | N  | P  | N  | N  | N  | N  | N  | P  | P  | N  | P  | P  | V  | V  | N  | V  |
| Posizione | 1 | 1 | 6 | 6 | 2 | 6 | 2 | 2 | 1 | 1  | 1  | 2  | 2  | 1  | 1  | 1  | 1  | 1  | 1  | 2  | 2  | 3  | 2  | 5  | 5  | 6  | 6  | 8  | 8  | 9  | 8  | 7  | 7  | 7  |

Legenda:

Luogo: C = Casa; T = Trasferta. Risultato: V = Vittoria; N = Pareggio; P = Sconfitta.

### Statistiche dei giocatori
| Giocatore       | Bundesliga | Bundesliga | Bundesliga  | Bundesliga | Coppa di Germania | Coppa di Germania | Coppa di Germania | Coppa di Germania | Totale   | Totale | Totale      | Totale     |
| Giocatore       | Presenze   | Reti       | Ammonizioni | Espulsioni | Presenze          | Reti              | Ammonizioni       | Espulsioni        | Presenze | Reti   | Ammonizioni | Espulsioni |
| --------------- | ---------- | ---------- | ----------- | ---------- | ----------------- | ----------------- | ----------------- | ----------------- | -------- | ------ | ----------- | ---------- |
| D. Bernhardt    | -          | -          | -           | -          | -                 | -                 | -                 | -                 | -        | -      | -           | -          |
| D. Haas         | 18         | 0          | 0           | 1          | -                 | -                 | -                 | -                 | 18       | 0      | 0           | 1          |
| T. Hildebrand   | 10         | 0          | 0           | 0          | -                 | -                 | -                 | -                 | 10       | 0      | 0           | 0          |
| R. Özcan        | 8          | 0          | 0           | 0          | 2                 | 0                 | 0                 | 0                 | 10       | 0      | 0           | 0          |
| A. Beck         | 30         | 0          | 9           | 1          | 2                 | 0                 | 0                 | 0                 | 32       | 0      | 9           | 1          |
| M. Compper      | 30         | 1          | 5           | 0          | 2                 | 0                 | 0                 | 0                 | 32       | 1      | 5           | 0          |
| K. Conrad       | -          | -          | -           | -          | -                 | -                 | -                 | -                 | -        | -      | -           | -          |
| A. Ibertsberger | 24         | 0          | 2           | 0          | 2                 | 0                 | 0                 | 0                 | 26       | 0      | 2           | 0          |
| M. Jaissle      | 22         | 0          | 4           | 0          | 1                 | 0                 | 0                 | 0                 | 23       | 0      | 4           | 0          |
| C. Janker       | 17         | 0          | 4           | 0          | -                 | -                 | -                 | -                 | 17       | 0      | 4           | 0          |
| P. Nilsson      | 15         | 0          | 2           | 0          | 2                 | 0                 | 0                 | 0                 | 17       | 0      | 2           | 0          |
| A. Sulu         | -          | -          | -           | -          | -                 | -                 | -                 | -                 | -        | -      | -           | -          |
| C. Eduardo      | 25         | 8          | 0           | 1          | 2                 | 0                 | 0                 | 0                 | 27       | 8      | 0           | 1          |
| P. Groß         | 4          | 0          | 0           | 0          | -                 | -                 | -                 | -                 | 4        | 0      | 0           | 0          |
| L. Gustavo      | 28         | 0          | 11          | 2          | 1                 | 0                 | 1                 | 0                 | 29       | 0      | 12          | 2          |
| S. Salihović    | 29         | 8          | 10          | 0          | 1                 | 1                 | 0                 | 0                 | 30       | 9      | 10          | 0          |
| J. Strifler     | -          | -          | -           | -          | -                 | -                 | -                 | -                 | -        | -      | -           | -          |
| S. Teber        | 23         | 3          | 6           | 0          | 1                 | 0                 | 0                 | 0                 | 24       | 3      | 6           | 0          |
| I. Vorsah       | 26         | 0          | 1           | 0          | 2                 | 0                 | 0                 | 0                 | 28       | 0      | 1           | 0          |
| B. Vukčević     | 1          | 0          | 0           | 0          | -                 | -                 | -                 | -                 | 1        | 0      | 0           | 0          |
| T. Weis         | 31         | 0          | 3           | 1          | 2                 | 0                 | 0                 | 0                 | 33       | 0      | 3           | 1          |
| D. Ba           | 33         | 14         | 4           | 0          | 2                 | 0                 | 0                 | 0                 | 35       | 14     | 4           | 0          |
| K. Herdling     | -          | -          | -           | -          | -                 | -                 | -                 | -                 | -        | -      | -           | -          |
| V. Ibišević     | 17         | 18         | 0           | 0          | 2                 | 1                 | 1                 | 0                 | 19       | 19     | 1           | 0          |
| C. Obasi        | 24         | 6          | 4           | 0          | 1                 | 0                 | 0                 | 0                 | 25       | 6      | 4           | 0          |
| B. Sanogo       | 14         | 1          | 1           | 0          | -                 | -                 | -                 | -                 | 14       | 1      | 1           | 0          |
| M. Terrazzino   | 11         | 0          | 0           | 0          | -                 | -                 | -                 | -                 | 11       | 0      | 0           | 0          |
| Wellington      | 18         | 3          | 2           | 0          | 1                 | 0                 | 0                 | 0                 | 19       | 3      | 2           | 0          |
| F. Copado       | 6          | 1          | 0           | 0          | 1                 | 0                 | 1                 | 0                 | 7        | 1      | 1           | 0          |
| Fabrício        | 6          | 0          | 2           | 0          | -                 | -                 | -                 | -                 | 6        | 0      | 2           | 0          |
| Z. Löw          | 1          | 0          | 1           | 0          | -                 | -                 | -                 | -                 | 1        | 0      | 1           | 0          |
| D. Paljić       | 1          | 0          | 0           | 0          |                   |                   |                   |                   |          |        |             |            |